# پرستوی سرسرخ
پرستوی سرسرخ یا پرستوی دم‌سیمی (نام علمی: Hirundo smithii) نام یک گونه از سرده پرستوهای نمادین است.

## نگارخانه
- پرستوی دم‌سفید در حال رساندن غذا به جوجه خود
- پرستوی دم‌سفید در حال غذا دادن به جوجه خود